# Фирмину, Луис
Луис Фирмину ди Карвалью Жуниор (порт.-браз. Luiz Firmino de Carvalho Júnior; 18 марта 1982, Параиба) — бразильский боец смешанного стиля, представитель лёгкой и полусредней весовых категорий. Выступает на профессиональном уровне начиная с 2000 года, известен по участию в турнирах таких бойцовских организаций как Pride, Dream, M-1 Global, WSOF, Shooto и др.

## Биография
Луис Фирмину родился 18 марта 1982 года в штате Параиба. Практиковал бразильское джиу-джитсу, удостоившись в этой дисциплине чёрного пояса.
Дебютировал в смешанных единоборствах на профессиональном уровне в мае 2000 года — за один вечер на чемпионате мира по вале-тудо провёл сразу три боя, из которых два выиграл и один проиграл. В дальнейшем сотрудничал с российской организацией M-1 Global, дважды выступал в Санкт-Петербурге, победив обоих предложенных ему соперников: Сергея Бычкова и Мусаила Алаудинова. Затем продолжил спортивную карьеру в промоушене Shooto, успешно выступал в США, Японии, Швейцарии.
Имея в послужном списке восемь побед и только лишь одно поражение, привлёк к себе внимание крупнейшей японской организации Pride Fighting Championships, где впоследствии победил местных японских бойцов Хироюки Абэ и Масакадзу Иманари, сделав тем самым серию из восьми побед подряд. Его впечатляющая победная серия прервалась в апреле 2005 года после поражения раздельным решением судей от соотечественника Луиса Азереду. Далее последовало ещё одно поражение, на сей раз единогласным решением от японца Тацуи Кавадзири. Закончил выступать в Pride победой над ещё одним японцем Нобухиро Обия.
Вскоре после того как Pride прекратил своё существование Фирмину стал бойцом новосозданной японской организации Dream и в дебютном её турнире по очкам взял верх над Кадзуюки Миятой, пробившись тем самым в четвертьфинал гран-при лёгкого веса. Однако на четвертьфинальной стадии вновь встретился с Тацуей Кавадзири и снова уступил ему по очкам. С 2009 года с попеременным успехом выступал в различных небольших промоушенах в Бразилии и США.
В 2013 году Луис Фирмину подписал контракт с крупной американской организацией World Series of Fighting и благополучно дебютировал на одном из её турниров. Взял здесь верх над такими известными бойцами как Джейкоб Волкманн, Тайсон Гриффин, Карос Фодор, но проиграл Брайану Фостеру. В декабре 2016 года на новогоднем турнире WSOF заменил травмировавшегося соотечественника Жуана Зеферину в бою за титул чемпиона организации в лёгком весе, тем не менее, одолеть действующего чемпиона американца Джастина Гейджи не смог — в перерыве между третьим и четвёртым раундами врач осмотрел повреждённый глаз бразильца и запретил ему продолжать поединок.

## Статистика в профессиональном ММА
| Боёв 29  | Побед 20 | Поражений 9 |
| -------- | -------- | ----------- |
| Нокаутом | 2        | 1           |
| Сдачей   | 7        | 2           |
| Решением | 11       | 6           |

| Результат | Рекорд | Соперник           | Способ                     | Турнир                                  | Дата            | Раунд | Время | Место                         | Примечание                                    |
| --------- | ------ | ------------------ | -------------------------- | --------------------------------------- | --------------- | ----- | ----- | ----------------------------- | --------------------------------------------- |
| Поражение | 20-9   | Уилл Брукс         | Единогласное решение       | PFL 2                                   | 21 июня 2018    | 3     | 5:00  | Чикаго, США                   |                                               |
| Победа    | 20-8   | Эдди Эллис         | TKO (удары руками)         | Professional Fighters League 2: Everett | 29 июля 2017    | 1     | 1:45  | Эверетт, США                  |                                               |
| Поражение | 19-8   | Джастин Гейджи     | TKO (остановлен врачом)    | WSOF 34                                 | 31 декабря 2016 | 3     | 5:00  | Нью-Йорк, США                 | Бой за титул чемпиона WSOF в лёгком весе.     |
| Поражение | 19-7   | Брайан Фостер      | Сдача (треугольник)        | WSOF 33                                 | 7 октября 2016  | 1     | 3:14  | Канзас-Сити, США              |                                               |
| Победа    | 19-6   | Карос Фодор        | Единогласное решение       | WSOF 27                                 | 23 января 2016  | 3     | 5:00  | Мемфис, США                   |                                               |
| Победа    | 18-6   | Тайсон Гриффин     | Единогласное решение       | WSOF 10                                 | 21 июня 2014    | 3     | 5:00  | Лас-Вегас, США                |                                               |
| Победа    | 17-6   | Джейкоб Волкманн   | Единогласное решение       | WSOF 6                                  | 26 октября 2013 | 3     | 5:00  | Корал-Гейблс, США             | Дебют в WSOF.                                 |
| Победа    | 16-6   | Луис Паломино      | Единогласное решение       | CFA 09: Night of Champions              | 19 января 2013  | 5     | 5:00  | Корал-Гейблс, США             | Выиграл титул чемпиона CFA в лёгком весе.     |
| Победа    | 15-6   | Тоби Имада         | Единогласное решение       | CFA 08: Araujo vs. Bradley              | 6 октября 2012  | 3     | 5:00  | Холливуд, США                 | CFA Lightweight Championship eliminator.      |
| Победа    | 14-6   | Джонаван Вистанте  | Сдача (треугольник руками) | CFA 07: Never Give Up                   | 30 июня 2012    | 1     | 4:31  | Корал-Гейблс, США             |                                               |
| Поражение | 13-6   | Джон Алессио       | Единогласное решение       | Superior Cage Combat 3                  | 4 ноября 2011   | 3     | 5:00  | Лас-Вегас, США                |                                               |
| Поражение | 13-5   | Франсиску Триналду | Сдача (рычаг колена)       | Bitetti Combat MMA 6                    | 25 февраля 2010 | 1     | 2:03  | Бразилиа, Бразилия            |                                               |
| Победа    | 13-4   | Райан Хили         | Единогласное решение       | Shine Fights 2: ATT vs. The World       | 4 сентября 2009 | 3     | 5:00  | Майами, США                   |                                               |
| Поражение | 12-4   | Тацуя Кавадзири    | Единогласное решение       | Dream 3                                 | 11 мая 2008     | 2     | 5:00  | Сайтама, Япония               | Четвертьфинал гран-при Dream в лёгком весе.   |
| Победа    | 12-3   | Кадзуюки Мията     | Сдача (удушение сзади)     | Dream 1                                 | 15 марта 2008   | 1     | 7:37  | Сайтама, Япония               | Стартовый этап гран-при Dream в лёгком весе.  |
| Победа    | 11-3   | Нобухиро Обия      | Единогласное решение       | Pride Bushido 13                        | 5 ноября 2006   | 2     | 5:00  | Иокогама, Япония              |                                               |
| Поражение | 10-3   | Тацуя Кавадзири    | Единогласное решение       | Pride Bushido 8                         | 17 июля 2005    | 2     | 5:00  | Нагоя, Япония                 |                                               |
| Поражение | 10-2   | Луис Азереду       | Раздельное решение         | Pride Bushido 6                         | 3 апреля 2005   | 2     | 5:00  | Иокогама, Япония              |                                               |
| Победа    | 10-1   | Масакадзу Иманари  | Единогласное решение       | Pride Bushido 5                         | 14 октября 2004 | 2     | 5:00  | Осака, Япония                 |                                               |
| Победа    | 9-1    | Хироюки Абэ        | Сдача (треугольник руками) | Pride Bushido 4                         | 19 июля 2004    | 1     | 2:56  | Нагоя, Япония                 |                                               |
| Победа    | 8-1    | Рафлес ла Росе     | Сдача (рычаг локтя)        | Shooto: Switzerland 1                   | 26 февраля 2004 | 1     | 0:36  | Цюрих, Швейцария              | Бой в полусреднем весе.                       |
| Победа    | 7-1    | Деванир Маркес     | Сдача (удары руками)       | Conquista Fight 1                       | 20 декабря 2003 | 1     | 1:10  | Витория-да-Конкиста, Бразилия |                                               |
| Победа    | 6-1    | Кохэй Ясуми        | Единогласное решение       | Shooto: 9/5 in Korakuen Hall            | 5 сентября 2003 | 3     | 5:00  | Токио, Япония                 |                                               |
| Победа    | 5-1    | Том Кёрк           | Сдача (рычаг локтя)        | Shooto: Midwest Fighting                | 21 мая 2003     | 1     | 3:38  | Хаммонд, США                  |                                               |
| Победа    | 4-1    | Мусаил Алаудинов   | Единогласное решение       | M-1 MFC: Russia vs. the World 5         | 6 апреля 2003   | 1     | 15:00 | Санкт-Петербург, Россия       |                                               |
| Победа    | 3-1    | Сергей Бычков      | TKO (удары руками)         | M-1 MFC: Russia vs. the World 3         | 26 апреля 2002  | 2     | 2:38  | Санкт-Петербург, Россия       | Бой в полусреднем весе.                       |
| Поражение | 2-1    | Эли Соарес         | Решение судей              | World Vale Tudo Championship 10         | 27 мая 2000     | 1     | 30:00 | Ресифи, Бразилия              | Финал турнира WVC в полусреднем весе.         |
| Победа    | 2-0    | Сергей Бычков      | Единогласное решение       | World Vale Tudo Championship 10         | 27 мая 2000     | 2     | 14:00 | Ресифи, Бразилия              | Полуфинал турнира WVC в полусреднем весе.     |
| Победа    | 1-0    | Режиналду Сантана  | Сдача (вербальная)         | World Vale Tudo Championship 10         | 27 мая 2000     | 1     | 3:29  | Ресифи, Бразилия              | Четвертьфинал турнира WVC в полусреднем весе. |